# Честерфілд (Массачусетс)
Честерфілд (англ. Chesterfield) — місто (англ. town) в США, в окрузі Гемпшир штату Массачусетс. Населення — 1186 осіб (2020).

## Демографія
Згідно з переписом 2010 року, у місті мешкали 1222 особи в 511 домогосподарстві у складі 352 родин. Було 591 помешкання
Расовий склад населення:
| - 98,1 % — білих - 0,4 % — азіатів - 0,2 % — чорних або афроамериканців - 0,1 % — вихідців з тихоокеанських островів - 0,1 % — корінних американців |

До двох чи більше рас належало 0,9 %. Частка іспаномовних становила 1,5 % від усіх жителів.
За віковим діапазоном населення розподілялося таким чином: 19,1 % — особи молодші 18 років, 67,6 % — особи у віці 18—64 років, 13,3 % — особи у віці 65 років та старші. Медіана віку мешканця становила 46,1 року. На 100 осіб жіночої статі у місті припадало 104,0 чоловіків;  на 100 жінок у віці від 18 років та старших — 98,4 чоловіків також старших 18 років.
Середній дохід на одне домашнє господарство  становив 91 023 долари США (медіана — 74 412), а середній дохід на одну сім'ю — 106 418 доларів (медіана — 87 083). Медіана доходів становила 60 341 долар для чоловіків та 48 393 долари для жінок. За межею бідності перебувало 5,9 % осіб, у тому числі 4,0 % дітей у віці до 18 років та 1,4 % осіб у віці 65 років та старших.
Цивільне працевлаштоване населення становило 718 осіб. Основні галузі зайнятості: освіта, охорона здоров'я та соціальна допомога — 30,8 %, будівництво — 15,2 %, роздрібна торгівля — 9,2 %, транспорт — 9,1 %.